# Ndamukong Suh
Ndamukong Suh, född 6 januari 1987, är en föredetta amerikansk spelare (defensive tackle) i amerikansk fotboll.

## Karriär
Suh gick på Grant High School i Portland, Oregon där han under sitt sista år, 2004, rankades sexa av alla Defensive Tackles i landet.
Ndamukong Suh fortsatte sina studier på University of Nebraska där han spelade för Nebraska Cornhuskers. Han var en finalist till att vinna Heisman Trophy 2009 men vann inte. Han gjorde totalt 214 tacklingar, hade 24 sacks och 4 interceptions under sina fyra år på college.
Suh draftades 2:a totalt i NFL Draften 2010 av Detroit Lions. Så här långt har han noterats för 115 tacklingar, 17.5 sacks och 1 interception. Han röstades fram till Pro Bowl 2010 och blev utsedd till årets Rookie samma år.
Han anses vara en aggressiv spelare, en av de ojustaste i NFL och har hittills i sin karriär fått böta $42 500 för tre olika förseelser.